# Anisus tugurensis
Anisus tugurensis е вид охлюв от семейство Planorbidae.

## Разпространение и местообитание
Този вид е разпространен в Русия (Хабаровск).
Обитава сладководни басейни, реки и потоци.